# Atalaya rigida
Atalaya rigida är en kinesträdsväxtart som beskrevs av Sally T. Reynolds. Atalaya rigida ingår i släktet Atalaya och familjen kinesträdsväxter. Inga underarter finns listade i Catalogue of Life.